# Mateusz Kubiszyn
Mateusz Kubiszyn, pseudonim Don Diego (ur. 18 lipca 1991 w Lubaczowie) – polski kick-bokser formuły full contact oraz formuły K-1, bokser walczący klasycznie jak i na gołe pięści. Trzykrotny mistrz świata WAKO w formule full contact. Aktualny mistrz walk na gołe pięści federacji Gromda.

## Życiorys i przeszłość sportowa
Kubiszyn w przeszłości miał doświadczenie zawodowe związane z ratownictwem medycznym w pogotowiu ratunkowym w Lubaczowie, aktualnie jest strażakiem w Rzeszowie.
Od najmłodszych lat uprawiał różne sporty. W wieku 7 lat zapisał się na karate shotokan i trenował ten sport do 17 roku życia (1998-2008). Rok później, po zaczęciu karate przez 6 lat uprawiał gimnastykę sportową (1999–2005), a następnie tego samego roku zaczął grać w piłkę nożną przez 15 następnych lat (1999–2014).

## Kariera w kick-boxingu

### Full contact
Gdy miał 15 lat zapisał się na zajęcia kick-boxingu. W 2013 zdobył pierwszy tytuł mistrza Polski w formule full contact, a w następnym roku otrzymał powołanie do kadry narodowej. Od tamtej pory wywalczył w kick-boxingu sporo tytułów, zarówno na arenie krajowej, jak i międzynarodowej. Trenowanie tej dyscypliny rozpoczynał w klubie Fight Club Rzeszów. Od 2013 reprezentuje Klub Sportów Walki „Sokół” Jarosław, jednak jest także związany z Klubem Bokserskim ZKS Stal Rzeszów oraz KKS Sporty Walki Poznań.
W listopadzie 2015 na Mistrzostwach Świata w kick-boxingu odbywających się w stolicy Irlandii (Dublinie) wywalczył pas Mistrza Świata organizacji WAKO w kategorii do 86 kg full contact. Na tym wydarzeniu stoczył 4 walki. Najpierw wygrywając z Kazachem, Azamatem Tuyameshevem 2:1 (niejednogłośnie). W walce ćwierćfinałowej pokonał Irlandczyka, Allana Coffey’a. Zaś w półfinale nie dał szans reprezentantowi Turcji, Hasanowi Mertowi Kizilowi, dwukrotnie posyłając go na deski i kończąc walkę już w pierwszej rundzie przez nokaut. Ostatecznie w finałowej walce pokonał jednogłośnie na punkty Rosjanina, Igora Kopyłowa. Po dwóch latach stracił ten tytuł.
Cztery lata później w tureckiej Antalyi podczas mistrzostw WAKO zdobył po raz drugi tytuł, tym razem rywalizując w kategorii do 91 kg full contact. W drodze do złota najpierw pokonał Kazacha, Temirlana Kabijewa (mistrza Azji), później w walce półfinałowej Ukraińca, Walerijema Pidniebiesnyego, by w ostatecznym starciu wygrać z zawodnikiem z Rosji, Janem Petrowiczem.
Podczas Mistrzostw Świata Seniorów i Mistrzów WAKO 2021 we włoskim Jesolo, po raz trzeci został mistrzem świata (kat. wag. 91 kg full contract). W finałowej walce pokonał jednogłośną decyzją po trzech rundach Turka, Metina Yuruka.

### K-1
Pierwsze zawodowe walki w formule K-1 toczył na galach organizowanych przez DSF Kickboxing Challenge. 16 grudnia 2016 w debiucie pokonał jednogłośną decyzją sędziowską Maksymiliana Bratkowicza, a 3 lutego 2018 w rewanżowym pojedynku uległ rywalowi takim samym werdyktem, z tym że tym razem walka toczyła się na dystansie pięciu rund o pas mistrza w wadze do 86 kg.
20 października 2018 zawalczył dla federacji Fight Exclusive Night podczas gali FEN 22: Poznań Fight Night. Przegrał jednogłośnie na punkty z niepokonanym Łukaszem Radoszem.
Następnie 6 kwietnia 2019 na gali Wirtuoz Challenge 2: Next Step w Wolbórzu pokonał Tomasza Koniecznego. Jeszcze we wrześniu tego samym roku na HFO Spartan Night w Jaśle zremisował pojedynek z Bartłomiejem Domalikiem.

#### Walki na galach freak fight
18 marca 2023 w katowickim Spodku stoczył walkę na zasadach K-1 dla organizacji typu freak fight – High League. Zwyciężył przez jednogłośną decyzję sędziowską po trzech rundach z Dawidem „Crazym” Załęckim.
9 grudnia 2023 podczas trwającej gali Fame: Reborn ogłoszono, że podpisał kontrakt z określaną największą federacją freak fight w Europie – Fame MMA. Pierwotny debiut dla nowego pracodawcy miał odbyć 10 lutego 2024 w krakowskiej Tauron Arenie, podczas 20-stej numerowanej gali federacji. Przez niezgodności kontraktowe do walki nie doszło w podanym terminie.
Ostateczny debiut dla Fame MMA stoczył 4 października 2024 w szczecińskiej Netto Arenie w ramach gali Fame: The Freak. Jego przeciwnikiem został profesjonaly zawodnik MMA wagi półciężkiej, Michał Pasternak, z którym zmierzył się w formule kick-bokserskiej na zasadach K-1 w rękawicach do MMA. Starcie zakontraktowano w umownym limicie do -95 kg. Kubiszyn mimo pozycji dużego faworyta pojedynku uległ Pastenakowi niejednogłośnie na kartach punktowych. Jeden sędzia wszystkie trzy rundy wypuntkował dla „Don Diego”, zaś dwóch pozostałych dwie odsłony przyznało „Wampirowi”.
Podczas wydarzenia Fame 26: Gold, które odbyło się 12 lipca 2025 w warszawskim Studiu ATM, wziął udział w Golden Tournament w wadze ciężkiej. Formułą turnieju były zasady K-1 w rękawicach do MMA. Główną nagrodą dla zwycięzcy całego turnieju był milion złotych w sztabkach złota. Kubiszyn w pierwszym etapie ćwierćfinałowym zmierzył się z Kamilem Mindą, którego pokonał jednogłośnie na punkty po dwóch rundach. Następnie w półfinale zwyciężył z Tomaszem Sararą, ponownie jednogłośnie na punkty. Ostatecznie w finale przegrał w rundzie bez limitu czasowego z Denisem Labrygą przez decyzję techniczną, po tym jak Labryga wyprowadził kopnięcie w krocze Kubiszyna, który nie był w stanie kontynuować walki. Sędziowie, po podliczeniu nokdaunów, ogłosili werdykt.

## Kariera bokserska
Jego największym sukcesem w boksie amatorskim jest wywalczenie brązowego medalu na Mistrzostwach Polski Seniorów w 2020 roku oraz srebrnego w 2021. Kubiszyn w formule pięściarskiej stoczył także kilka walk zawodowych.

## Kariera boksu na gołe pięści
28 sierpnia 2020 podczas 2 edycji gali Gromda wziął udział w turnieju drabinkowym, tocząc trzy pojedynki jednego wieczoru. W pierwszej ćwierćfinałowej walce pokonał przez nokaut w drugiej rundzie Artura „Chuligana” Tomalę, trafiając rywala mocnym lewym prostym, po którym Chuligan padł na deski i do walki już nie wrócił. W drugim etapem był półfinał z Rafałem „Łazarem” Łazarkiem. Walka zakończyła się w ostatniej, nielimitowanej czasowo rundzie zwycięstwem Don Diego, po tym jak Łazar będąc wyczerpanym z tlenu opuścił ręce w dół, co wiązało się z odliczaniem 10-sekundowym, po którym ten nie był zdolny kontynuować walki. Ostatecznie do finału przeszedł wraz z Dawidem „Maximusem” Żółtaszekiem. Kubiszyn mimo początkowych problemów w konfrontacji z większym przeciwnikiem zwyciężył w drugiej rundzie, wystrzelając precyzyjnym prawym prostym w oko faworyzowanego Maximuxa i w związku z dużym rozcięciem u rywala do ringu wkroczył lekarz i zakończył to starcie.
Niespełna 4 miesiące później (11 grudnia) podczas gali Gromda 3, spotkał się w wielkim finale turnieju nr I o 100.000,00 zł (sto tysięcy złotych), ze zwycięzcą turnieju z gali Gromdy 1, Krystianem „Tysonem” Kuźmą. Walkę zwyciężył Kubiszyn, trafiając mocnymi lewymi prostymi wyczerpanego Kuźmę, po których ten padł na deski.
7 maja 2021 na gali Gromda 5 stoczył tzw. super fight, konfrontując się z Pawłem „Bykiem” Strzelczykiem. Walka zakończyła się w drugiej rundzie werdyktem no-contest, po trafieniu przez Kubiszyna w gardło rywala. Z czasem werdykt został zmieniony na zwycięstwo Don Diego przez techniczny nokaut.
Powrót do ringu zaliczył 2 września 2022 na jubileuszowej gali Gromda 10, konfrontując się tam ze zwycięzcą wielkiego finału turnieju nr II Gromda, Ukraińcem – Wasylem Hałyczem. Pojedynek dotrwał do piątej, nielimitowanej czasowo rundy, a zwyciężył go po niespełna 9 minutach (8:48) Mateusz Kubiszyn werdyktem RTD (poddanie przez narożnik – wrzucenie ręcznika do ringu). 8 września 2022 Gromda doceniła obu zawodników bonusem za najlepszą walkę wieczoru tamtej gali.
W następnej walce, którą stoczył 26 maja 2023 na Gromda 13 zdobył pas mistrza Gromdy, pokonując przez RTD (poddanie przez narożnik – wrzucenie ręcznika do ringu) w piątej rundzie posiadacza tytułu międzynarodowego Gromdy, Bartłomieja „Balboę” Domalika.
Do pierwszej obrony tytułu Gromda przystąpił 1 grudnia 2023 podczas gali Gromda 15: Podziemny krąg. Jego przeciwnikiem został Łukasz „Goat” Parobiec, którego pokonał na początku drugiej rundy przez poddanie przez narożnik. 
31 maja 2024 podczas walki wieczoru wydarzenia Gromda 17: Vabank po raz drugi pokonał Bartłomieja Domalika. Kubiszyn znokautował rywala pod koniec czwartej rundy, broniąc po raz drugi pas mistrzowski. 
W dziesiątej walce dla federacji Gromda zmierzył się z Jakubem „Słomką" Słomką. Pierwotnie Kubiszyn miał zawalczyć z Jakubem „Jokerem” Szmajdą, jednak ten w wyniku ostatniej przegranej, stracił szansę walki o pas. Mistrzowskie starcie pomiędzy Don Diego a Słomką zaplanowano na jubileuszową galę Gromda 20: Stara szkoła, która odbyła się 7 marca 2025. Kubiszyn pokonał rywala w piątej rundzie przez poddanie narożnika rywala, tym broniąc tytuł po raz trzeci.  

## Kariera MMA
Pierwotny debiut w mieszanych sztukach walki (MMA) miał odbyć 4 czerwca 2022 podczas gali typu freak fight – High League 3, w starciu z również debiutującym w tej formule Denisem „Bad Boyem” Załęckim, z którym jest w konflikcie. Ostatecznie Malik Montana (twarz organizacji High League) poinformował zgromadzoną publiczność w gdańsko-sopockiej Ergo Arenie, że do walki nie dojdzie na tej gali, ze względów bezpieczeństwa widowni. Malik Montana zdradził także, że starcie zostanie przeniesione na inny termin. 20 czerwca 2022 na specjalnej gali High League 3: Extra doszło do walki Kubiszyna z Załęckim. Kubiszyn wygrał walkę jednogłośną decyzją sędziów.
W drugiej walce na zasadach MMA zmierzył się z Damianem Janikowskim podczas gali High League 5, zaplanowanej na termin 10 grudnia 2022. Walkę po dominacji zapaśniczej w każdej z trzech rund zwyciężył jednogłośnie Janikowski.

## Osiągnięcia

### Kickboxing[63]
- 26-27.10.2013: Mistrzostwa Polski w formule full contact, kat. wag. -86 kg (Kurzętnik) – 1. miejsce[6]
- 21-23.02.2014: Mistrzostwa Polski Juniorów i Puchar Polski Seniorów w formule kick light (lekki kontakt na planszach), kat. wag. -89 kg (Kobyłka) – 3. miejsce[64]
- 2-3.05.2014: 8 Star Tournament w formule full contact, kat. wag. -86 kg (Oslo) – 1. miejsce[65]
- 15-18.05.2014: Puchar Świata w formule full contact, kat. wag. 86 kg (Szeged) – 1. miejsce[66]

- 6-8.06.2014: Puchar Świata „Bestfighter” w formule full contact, kat. wag. 86 kg (Lignano Sabbiadoro) – 1. miejsce[67]
- 2014: XXIV Plebiscyt na Najlepszego, Najpopularniejszego Sportowca w 2013 roku – 1. miejsce (3000 pkt.)[68]

- 6-8.03.2015: Puchar Świata „Irish Open” w formule full contact (Dublin) – 3. miejsce[69]

- 10-12.04.2015: Mistrzostwa Polski w formule full contact, kat. wag. -86 kg (Luboń) – 1. miejsce[70]

- 5-7.06.2015: Puchar Świata „Bestfighter” w formule full contact, kat -91 kg (Rimini) – 2. miejsce[71]

- 19-21.06.2015: Mistrzostwa Polski Służb Mundurowych w formule full contact (Rzeszów) – 1. miejsce[63]

- 2-3.10.2015: Puchar Europy „Scandinavian Open” w formule full contact (Oslo) – 1. miejsce[72]

- 21-29.11.2015: Mistrzostwa Świata WAKO w formule full contact, kat. wag. 86 kg (Dublin) – 1. miejsce[10]

- 2016: Międzynarodowy turniej kick-boxingu WAKO „SLOVAK OPEN 2016” – 1. miejsce[73]

- 03-05.03.2016: Puchar Świata Irish Open (Dublin) – 2. miejsce[74]

- 15-17.04.2016: Mistrzostwa Polski w formule full contact (Piotrków Trybunalski) – 1. miejsce[63]
- 26.11.2016: Mistrzostwa Europy w formule full contact, kat. wag. -86 kg (Lutraki) – 2. miejsce[75]
- 16.06.2018: Zawodowy Mistrz Polski w kick-boxingu w formule full contact, kat. wag. -86 kg[76]
- 26.11.2018: Mistrzostwa Europy w kick-boxingu w formule full contact, kat. wag. -86 kg (Maribor) – 2. miejsce[77][78]
- 26-28.04.2019: Mistrzostwa Polski K1 Rules Seniorów, Juniorów Starszych i Młodszych w formule K-1, kat. wag. 91 kg (Sanok) – 3. miejsce[79]
- 26.11.2019: Mistrzostwa Świata WAKO w formule full contact, kat. wag. 91 kg (Antalya) – 1. miejsce[11]
- 12-14.04.2019: Mistrzostwa Polski Seniorów oraz Juniorów Starszych i Młodszych im. Jacka Dreli w formule full contact, kat -91 kg (Swarzędz) – 1. miejsce[80][81]
- 18.10.2021: Mistrzostwa Świata Seniorów i Mistrzów WAKO 2021 w formule full contact, kat. wag. 91 kg (Lido de Jesolo) – 1. miejsce[82]
- 12.07.2025: Finalista turnieju Fame MMA Golden Tournament w wadze ciężkiej[31]

### Boks
- 15-20.11.2020: Mistrzostwa Polski w Boksie 2020 (Wałcz) – 3. miejsce[32]
- 14-19.11.2021: Mistrzostwa Polski w Boksie 2021 (Wałbrzych) – 2. miejsce[33]

### Boks na gołe pięści
- 28.08.2020: Zwycięzca turnieju Gromda nr (I) – druga część (gala Gromda 2)[83]

- 11.12.2020: Zwycięzca wielkiego finału turnieju Gromda nr (I) – wielki finał (gala Gromda 3)[84]
- 26.05.2023: Mistrz Gromda w wadze otwartej (open)[47]

## Lista walk w kick-boxingu

### Zawodowe
| Wynik     | Bilans | Przeciwnik (bilans przed walką) | Rozstrzygnięcie          | Runda             | Czas  | Rozgrywki                                                         | Data       | Miejsce  | Uwagi |
| --------- | ------ | ------------------------------- | ------------------------ | ----------------- | ----- | ----------------------------------------------------------------- | ---------- | -------- | --- |
| Przegrana | 7-5-1  | Denis Labryga (3-0)             | Decyzja (techniczna)     | 1 (nielimitowana) | 10:03 | Fame 26: Gold                                                     | 12.07.2025 | Warszawa | Finał turnieju Golden Tournament w wadze ciężkiej. Zasady K-1 w małych rękawicach do MMA. Walka w oktagonie.       |
| Wygrana   | 7-4-1  | Tomasz Sarara (44-9-1)          | Decyzja (jednogłośna)    | 2                 | 3:00  | Fame 26: Gold                                                     | 12.07.2025 | Warszawa | Półfinał turnieju Golden Tournament w wadze ciężkiej. Zasady K-1 w małych rękawicach do MMA. Walka w oktagonie.    |
| Wygrana   | 6-4-1  | Kamil Minda (0-1)               | Decyzja (jednogłośna)    | 2                 | 3:00  | Fame 26: Gold                                                     | 12.07.2025 | Warszawa | Ćwierćfinał turnieju Golden Tournament w wadze ciężkiej. Zasady K-1 w małych rękawicach do MMA. Walka w oktagonie. |
| Przegrana | 5-4-1  | Michał Pasternak (2-0-1)        | Decyzja (niejednogłośna) | 3                 | 3:00  | Fame: The Freak                                                   | 04.10.2024 | Szczecin | Zasady K-1 w małych rękawicach do MMA. Walka w oktagonie. Limit umowny -95 kg.                                     |
| Wygrana   | 5-3-1  | Dawid Załęcki (2-0)             | Decyzja (jednogłośna)    | 3                 | 3:00  | High League 6: pashaBiceps vs. Dubiel                             | 18.03.2023 | Katowice | K-1. Walka w oktagonie.                                                                                            |
| Remis     | 4-3-1  | Bartłomiej Domalik (4-4)        | Remis (jednogłośna)      | 4                 | 3:00  | HFO Spartan Night                                                 | 20.09.2019 | Jasło    | K-1 85 kg. Co-Main Event                                                                                           |
| Wygrana   | 4-3    | Tomasz Konieczny (0-0)          | Decyzja (jednogłośna)    | 3                 | 3:00  | Wirtuoz Challenge 2: Next Step                                    | 06.04.2019 | Wolbórz  | K-1 86 kg |
| Przegrana | 3-3    | Łukasz Radosz (5-1)             | Decyzja (jednogłośna)    | 3                 | 3:00  | FEN 22: Poznań Fight Night                                        | 20.10.2018 | Poznań   | K-1 85 kg |
| Wygrana   | 3-2    | Kacper Frątczak                 | Decyzja (niejednogłośna) | 3                 | 3:00  | PZKB – Kickboxing Masters Fight Series                            | 16.06.2018 | Mysiadło | Zdobył pas mistrzowski Zawodowego Mistrza Polski w kick-boxingu full contact 86 kg                                 |
| Przegrana | 2-2    | Maksymilian Bratkowicz          | Decyzja (jednogłośna)    | 5                 | 3:00  | DSF Kickboxing Challenge 13                                       | 03.02.2018 | Wrocław  | Walka o pas mistrzowski DSF Kickboxing Challenge w wadze do 86 kg. Main Event                                      |
| Przegrana | 2-1    | Jurij Zubczuk                   | Decyzja (jednogłośna)    | 4                 | 3:00  | DSF – Międzynarodowy mecz K-1 Polska vs. Ukraina – drugie starcie | 08.12.2017 | Równe    | K-1 86 kg |
| Wygrana   | 2-0    | Damian Pasiek                   | Decyzja (jednogłośna)    | 3                 | 3:00  | DSF Eliminator                                                    | 29.09.2017 | Ząbki    | K-1 86 kg. Co-Main Event                                                                                           |
| Wygrana   | 1-0    | Maksymilian Bratkowicz          | Decyzja (jednogłośna)    | 3                 | 3:00  | DSF Kickboxing Challenge: Najlepsi z najlepszych                  | 16.12.2016 | Warszawa | K-1 86 kg |

### Amatorskie (lista niepełna)
| Wynik     | Przeciwnik (bilans przed walką) | Rozstrzygnięcie                      | Runda | Czas | Rozgrywki                        | Data       | Miejsce   | Uwagi                                                                                                |
| --------- | ------------------------------- | ------------------------------------ | ----- | ---- | -------------------------------- | ---------- | --------- | --- |
| Wygrana   | Metin Yuruk (0-0)               | Decyzja (jednogłośna)                | 3     | 2:00 | WAKO World Championships 2021    | 23.10.2021 | Jesolo    | Finał WAKO World Championships 2021 w kategorii do -91 kg full contact. Zdobył pas mistrza WAKO.     |
| Wygrana   | Batirbek Khojabekov             | Decyzja (jednogłośna)                | 3     | 2:00 | WAKO World Championships 2021    | 23.10.2021 | Jesolo    | Półfinały WAKO World Championships 2021 w kategorii do -91 kg full contact.                          |
| Wygrana   | Toni Čatipović                  | Decyzja (jednogłośna)                | 3     | 2:00 | WAKO World Championships 2021    | 23.10.2021 | Jesolo    | Ćwierćfinały WAKO World Championships 2021 w kategorii do -91 kg full contact.                       |
| Wygrana   | Jan Petrowicz (7-3)             | Decyzja (większościowa)              | 3     | 2:00 | WAKO World Championships 2019    | 30.11.2019 | Antalya   | Finał WAKO World Championships 2019 w kategorii do -91 kg full contact. Zdobył pas mistrza WAKO.     |
| Wygrana   | Walerij Pidniebiesnyy (0-0)     | Decyzja (niejednogłośna)             | 3     | 2:00 | WAKO World Championships 2019    | 29.11.2019 | Antalya   | Półfinały WAKO World Championships 2019 w kategorii do -91 kg full contact.                          |
| Wygrana   | Temirlan Kabiyev                | Decyzja (jednogłośna)                | 3     | 2:00 | WAKO World Championships 2019    | 11.2019    | Antalya   | Ćwierćfinały WAKO World Championships 2019 w kategorii do -91 kg full contact.                       |
| Przegrana | Władisław Rewucki (5-0)         | Decyzja (jednogłośna)                | 3     | 2:00 |                                  | 23.11.2018 | Maribor   | |
| Wygrana   | Bojan Misković (5-1)            | Decyzja (niejednogłośna)             | 3     | 2:00 |                                  | 08.11.2017 | Budapeszt | |
| Wygrana   | Mihail Dinew (0-0)              | Decyzja (jednogłośna)                | 3     | 2:00 |                                  | 21.05.2017 | Budapeszt | |
| Przegrana | Bojan Misković (4-1)            | Decyzja (jednogłośna)                | 3     | 2:00 | WAKO European Championships 2016 | 26.11.2016 | Lutraki   | Finał WAKO European Championships 2015 w kategorii do -86 kg full contact. Walka o pas mistrza WAKO. |
| Wygrana   | Serdar Yiğit Eroğlu             | Decyzja (jednogłośna)                | 3     | 2:00 | WAKO European Championships 2016 | ?.11.2016  | Lutraki   | Półfinały WAKO European Championships w kategorii do -86 kg full contact.                            |
| Wygrana   | Antonio Garcia Iglesias         | RSC (walka przerwana przez sędziego) | 2     | ?    | WAKO European Championships 2016 | ?.11.2016  | Lutraki   | Ćwierćfinały WAKO European Championships w kategorii do -86 kg full contact.                         |
| Wygrana   | Igor Kopyłow (0-0)              | Decyzja (jednogłośna)                | 3     | 2:00 | WAKO World Championships 2015    | 28.11.2015 | Dublin    | Finał WAKO World Championships 2015 w kategorii do -86 kg full contact. Zdobył pas mistrza WAKO.     |
| Wygrana   | Hasan Mert                      | KO                                   | 1     | ?    | WAKO World Championships 2015    | 27.11.2015 | Dublin    | Półfinały WAKO World Championships w kategorii do -86 kg full contact.                               |
| Wygrana   | Allan Coffey                    | Decyzja (jednogłośna)                | 3     | 2:00 | WAKO World Championships 2015    | 25.11.2015 | Dublin    | Ćwierćfinały WAKO World Championships w kategorii do -86 kg full contact.                            |
| Wygrana   | Azamat Tuyameshev               | Decyzja (niejednogłośna)             | 3     | 2:00 | WAKO World Championships 2015    | 11.2015    | Dublin    | |

## Lista walk w boksie

### Zawodowe
| Wynik     | Bilans | Przeciwnik (bilans przed walką) | Rozstrzygnięcie | Runda | Czas | Data       | Miejsce    | Uwagi |
| --------- | ------ | ------------------------------- | --------------- | ----- | ---- | ---------- | ---------- | ----- |
| Przegrana | 3-4    | Adam Balski (13-0)              | UD              | 6/6   | 3:00 | 25.07.2020 | Augustów   |       |
| Przegrana | 3-3    | Salar Gholami (3-0)             | UD              | 4/4   | 3:00 | 28.01.2020 | Toronto    |       |
| Przegrana | 3-2    | Ralfs Vilcans (9-0)             | SD              | 6/6   | 3:00 | 02.11.2019 | Ryga       |       |
| Wygrana   | 3-1    | Damien Sullivan (1-0)           | TKO             | 1/6   | 2:34 | 03.08.2019 | Belfast    |       |
| Przegrana | 2-1    | Roman Fress (6-0)               | UD              | 6/6   | 3:00 | 11.05.2019 | Magdeburg  |       |
| Wygrana   | 2-0    | Mariusz Nowak (0-0)             | RTD             | 2/4   | 3:00 | 23.03.2019 | Świebodzin |       |
| Wygrana   | 1-0    | Paweł Kochański (0-0)           | PTS             | 4/4   | 3:00 | 15.09.2018 | Poznań     |       |

### Amatorskie
| Wynik     | Bilans | Przeciwnik (bilans przed walką) | Rozstrzygnięcie | Runda | Czas | Data       | Miejsce   | Uwagi |
| --------- | ------ | ------------------------------- | --------------- | ----- | ---- | ---------- | --------- | ----- |
| Przegrana | 4-2    | Mateusz Bereźnicki (20-3)       | UD              | 3/3   | 3:00 | 19.11.2021 | Wałbrzych |       |
| Wygrana   | 4-1    | Witold Lisek (23-8)             | TKO             | 3/3   | 1:22 | 18.11.2021 | Wałbrzych |       |
| Wygrana   | 3-1    | Łukasz Pawłowski (1-1)          | TKO             | 3/3   | 1:46 | 17.11.2021 | Wałbrzych |       |
| Przegrana | 2-1    | Mateusz Bereźnicki (10-1)       | UD              | 3/3   | 3:00 | 19.11.2020 | Wałcz     |       |
| Wygrana   | 2-0    | Kamil Ślędak (1-0)              | UD              | 3/3   | 3:00 | 18.11.2020 | Wałcz     |       |
| Wygrana   | 1-0    | Tomasz Spychalski (3-4)         | MD              | 3/3   | 3:00 | 17.11.2020 | Wałcz     |       |

## Lista walk w boksie na gołe pięści
| Wynik   | Bilans | Przeciwnik (bilans przed walką) | Rozstrzygnięcie                                             | Runda | Czas  | Rozgrywki                       | Data       | Miejsce  | Uwagi |
| ------- | ------ | ------------------------------- | ----------------------------------------------------------- | ----- | ----- | ------------------------------- | ---------- | -------- | --- |
| Wygrana | 10-0   | Jakub Słomka (6-0)              | RTD (poddanie przez narożnik – wrzucenie ręcznika do ringu) | 5     | 11:37 | Gromda 20: Stara szkoła         | 07.03.2025 | Pionki   | Obronił pas mistrzowski Gromda. Main Event.                                                                     |
| Wygrana | 9-0    | Bartłomiej Domalik (7-1)        | KO (ciosy pięściami)                                        | 4     | 1:56  | Gromda 17: Vabank               | 31.05.2024 | Pionki   | Obronił pas mistrzowski Gromda. Main Event.                                                                     |
| Wygrana | 8-0    | Łukasz Parobiec (9-4)           | RTD (poddanie przez narożnik – wrzucenie ręcznika do ringu) | 2     | 0:22  | Gromda 15: Podziemny krąg       | 01.12.2023 | Pionki   | Obronił pas mistrzowski Gromda. Main Event.                                                                     |
| Wygrana | 7-0    | Bartłomiej Domalik (6-0)        | RTD (poddanie przez narożnik – wrzucenie ręcznika do ringu) | 5     | 1:10  | Gromda 13: Don Diego vs. Balboa | 26.05.2023 | Pionki   | Zdobył pas mistrzowski Gromda. Main Event.                                                                      |
| Wygrana | 6-0    | Wasyl Hałycz (5-1)              | RTD (poddanie przez narożnik – wrzucenie ręcznika do ringu) | 5     | 8:48  | Gromda 10: Don Diego vs. Vasyl  | 02.09.2022 | Pionki   | Eliminator półfinałowy do walki o pas mistrzowski Gromda – pierwsza część. Bonus za walkę wieczoru. Main Event. |
| Wygrana | 5-0    | Paweł Strzelczyk (2-1)          | TKO (cios w gardło – niezdolność do kontynuowania walki)    | 2     | ?     | Gromda 5                        | 07.05.2021 | Pionki   | Początkowy werdykt no-contest. Super Fight.                                                                     |
| Wygrana | 4-0    | Krystian Kuźma (3-0)            | KO (ciosy lewe proste)                                      | 3     | 1:44  | Gromda 3: Tyson vs. Don Diego   | 11.12.2020 | Pionki   | Wielki finał turnieju Gromda nr (I). Main Event                                                                 |
| Wygrana | 3-0    | Dawid Żółtaszek (0-0)           | TKO (przerwanie przez lekarza)                              | 2     | ?     | Gromda 2                        | 28.08.2020 | Warszawa | Turniej Gromda nr (I) – druga część – finał. Main Event                                                         |
| Wygrana | 2-0    | Rafał Łazarek (2-0)             | TKO (niezdolność do kontynuowania walki)                    | 5     | ?     | Gromda 2                        | 28.08.2020 | Warszawa | Turniej Gromda nr (I) – druga część – półfinały.                                                                |
| Wygrana | 1-0    | Artur Tomala (0-0)              | KO (lewy prosty)                                            | 2     | ?     | Gromda 2                        | 28.08.2020 | Warszawa | Turniej Gromda nr (I) – druga część – ćwierćfinały.                                                             |

Legenda: TKO – techniczny nokaut, KO – nokaut, DISQ – dyskwalifikacja, RTD – poddanie narożnika, WO – walkower (z różnych powodów np. nieprzystąpienie do walki z powodu kontuzji)

## Lista zawodowych walk w MMA
| Wynik     | Bilans | Przeciwnik (bilans przed walką) | Rozstrzygnięcie       | Runda | Czas | Rozgrywki                         | Data       | Miejsce  | Uwagi                |
| --------- | ------ | ------------------------------- | --------------------- | ----- | ---- | --------------------------------- | ---------- | -------- | -------------------- |
| Przegrana | 1-1    | Damian Janikowski (7-5)         | Decyzja (jednogłośna) | 3     | 3:00 | High League 5: Alberto vs. Tybori | 10.12.2022 | Łódź     | Limit umowny -90 kg. |
| Wygrana   | 1-0    | Denis Załęcki (0-0)             | Decyzja (jednogłośna) | 3     | 3:00 | High League 3: Extra              | 20.06.2022 | Warszawa | Main Event.          |

## Życie prywatne
Jest w związku z Sylwią Surówką, z którą ma córkę Melanię.